# 王重正
王重正（1964年—），台灣導演，新竹市人，從小在充滿科技與文化氛圍的新竹風城長大，對台灣社會與人文精神有著相當深度的觀察。曾經於中國電影製片廠擔任製片與導演，離開製片廠後導演了一部有關台灣228受難者的人文電影（天公金forgiven and forgotten），獲得許多的回響。在經過多年沈澱後，以[3904英呎]回歸創作導演身分，希望透過人文電影，使更多看不見的情感與精神讓人看見（machtsichtbar）。王重正導演的作品中處處可見充滿人性的電影語言，不論是悲是喜，他認為電影內容應該回歸自然人性的呈現，用謙虛的態度面對無常，以簡單真實的鏡頭語言說故事，讓觀影者能從電影裡接受到真正的感動

## 學歷
- 中正國防幹部預備學校

- 政治作戰學校影劇系32期（現為國防大學政治作戰學院應用藝術學系影劇組）

## 經歷
- 中國電影製片廠 導演/編劇
- 王宏數位科技有限公司 董事長
- 富宇環球股份有限公司 總經理
- 澤峰科技股份有限公司 董事長
- 台灣數位多媒體營運中心 執行長
- 台灣虎通路聯盟 執行長
- 台灣雲媒體有限公司 製作人
- 中華民國電影製片協會 副秘書長/理事
- 台灣電影製作發展協會 副秘書長/理事[1]
- 中華民國青溪總會 數位科技部 部長
- 北投映像電影有限公司 導演
- 壹捌玖伍電影有限公司 監製

## 參與作品
| 年份   | 作品名稱              | 擔任職位       | 備註 |
| ------ | --------------------- | -------------- | ---- |
| 1993年 | 想飛－傲空神鷹        | 副導演         |      |
| 1996年 | 新喋血雙雄            | 策劃           |      |
| 1997年 | 情義之西西里島        | 總製片         |      |
| 1998年 | 天公金                | 導演           |      |
| 2001年 | 將軍                  | 導演/編劇      |      |
| 2001年 | 風城                  | 導演           |      |
| 2017年 | 3904英呎              | 導演/監製/編劇 |      |
| 2019年 | 祭旗                  | 導演           |      |
| 2021年 | 金不厭詐              | 導演           |      |
| 2024年 | 看見靈魂的那隻眼 師公 | 導演           |      |

| 年份   | 作品名稱     | 電視公司 | 擔任職位 | 備註               |
| ------ | ------------ | -------- | -------- | ------------------ |
| 1991年 | 長官好！     | 中視     | 副導演   |                    |
| 1999年 | 生命的微笑   | 大愛電視 | 導演     |                    |
| 2007年 | 太陽的女兒   | 華視     | 導演     | 澤峰科技製作       |
| 2015年 | 小故事大啟發 | 華視     | 製作人   | 台灣虎通路聯盟製作 |
| 2015年 | 軍官·情人    | 三立電視 | 製作人   | 台灣雲媒體製作     |
| 2016年 | 阿燕         | 大愛電視 | 製作人   | 台灣雲媒體製作     |
| 2016年 | 讓愛飛揚     | 中視     | 導演     | 王宏電影製作       |
| 2020年 | 大林學校     | 大愛電視 | 導演     |                    |
| 2023年 | 搜尋者       | 大愛電視 | 導演     |                    |
| 2023年 | 最佳配角     | 大愛電視 | 導演     | 與章可中共同執導   |

## 外部連結
- 王重正的Facebook專頁